# Luossajärvi
Luossajärvi, nordsamiska Luossajávri, är en insjö som ligger i Kiruna kommun i Lappland och ingår i Torneälvens huvudavrinningsområde. Sjön har en area av 2 kvadratkilometer och ligger 498 meter över havet. Sjön avvattnas av vattendraget Luossajoki.
Luossajärvi ligger invid Luossavaaras väst-sydvästliga sluttningar. Gruvbolaget LKAB har successivt tömt den södra delen av sjön för att möjliggöra brytning av den så kallade sjömalmen, den del av malmkroppen som sträcker sig därunder. De torrlagda områdena består idag mestadels av myrmarker.

## Miljöproblem
Kemiska analyser av vattnet i den kvarvarande delen av Luossajärvi visar på påverkan från gruvverksamheten. Sjön har höga halter av sulfat-, nitrit- och nitridjoner. De höga sulfathalterna tyder på omfattande vittringsprocesser av framför allt karbonat- och sulfidmaterial. Även kopparhalten i sjön är hög på grund av läckage från Viscariagruvans dammar.

## Fiske
Luossajärvi (Luossajávri) är en fiskevänlig sjö, och varje vinter anordnas pimpeltävlingar ute på isarna. Luossajávri betyder Laxsjö, (Luossa betyder på nordsamiska lax och jávri betyder sjö) vilket kommer av det rika öringbeståndet (öring tillhör laxsläktet), som fanns i sjön. Allt är dock inte som det var förr. Det ursprungliga fiskbeståndet bestod av abborre, laxöring och gädda, men av dessa finns nu bara abborren naturligt kvar. Lekplatserna för det naturliga öringbeståndet har försvunnit men LKAB planterar årligen in öring i vattnen. Även andra fiskarter har planterats in i sjön, bland annat sik, harr, röding, regnbåge och splejk, vilka också räknas in i "laxsläktet". Splejk däremot, en hybridfisk som kommer till vid korsning av en bäckrödingshanne och en kanadarödingshona.

## Delavrinningsområde
Luossajärvi ingår i delavrinningsområde (753550-168499) som SMHI kallar för Utloppet av Luossajärvi. Medelhöjden är 528 meter över havet och ytan är 11,78 kvadratkilometer. Det finns inga avrinningsområden uppströms utan avrinningsområdet är högsta punkten. Luossajoki som avvattnar avrinningsområdet har biflödesordning 2, vilket innebär att vattnet flödar genom totalt 2 vattendrag innan det når havet efter 390 kilometer. Avrinningsområdet består mestadels av skog (18 %), öppen mark (27 %) och sankmarker (16 %). Avrinningsområdet har 2,45 kvadratkilometer vattenytor vilket ger det en sjöprocent på 18,4 %. Bebyggelsen i området täcker en yta av 2,69 kvadratkilometer eller 20 % av avrinningsområdet.

## Galleri

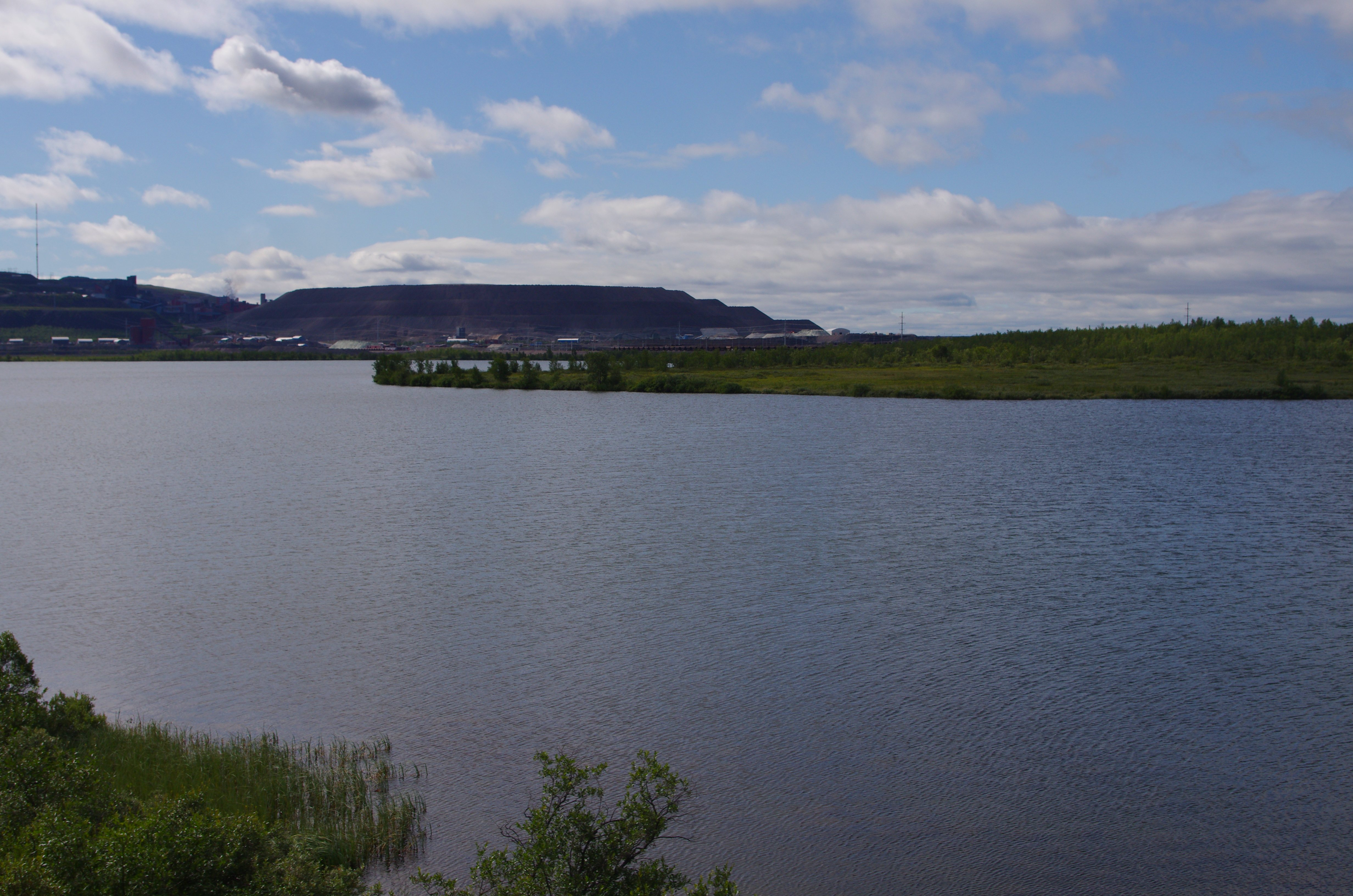
Luossajärvi från norr.
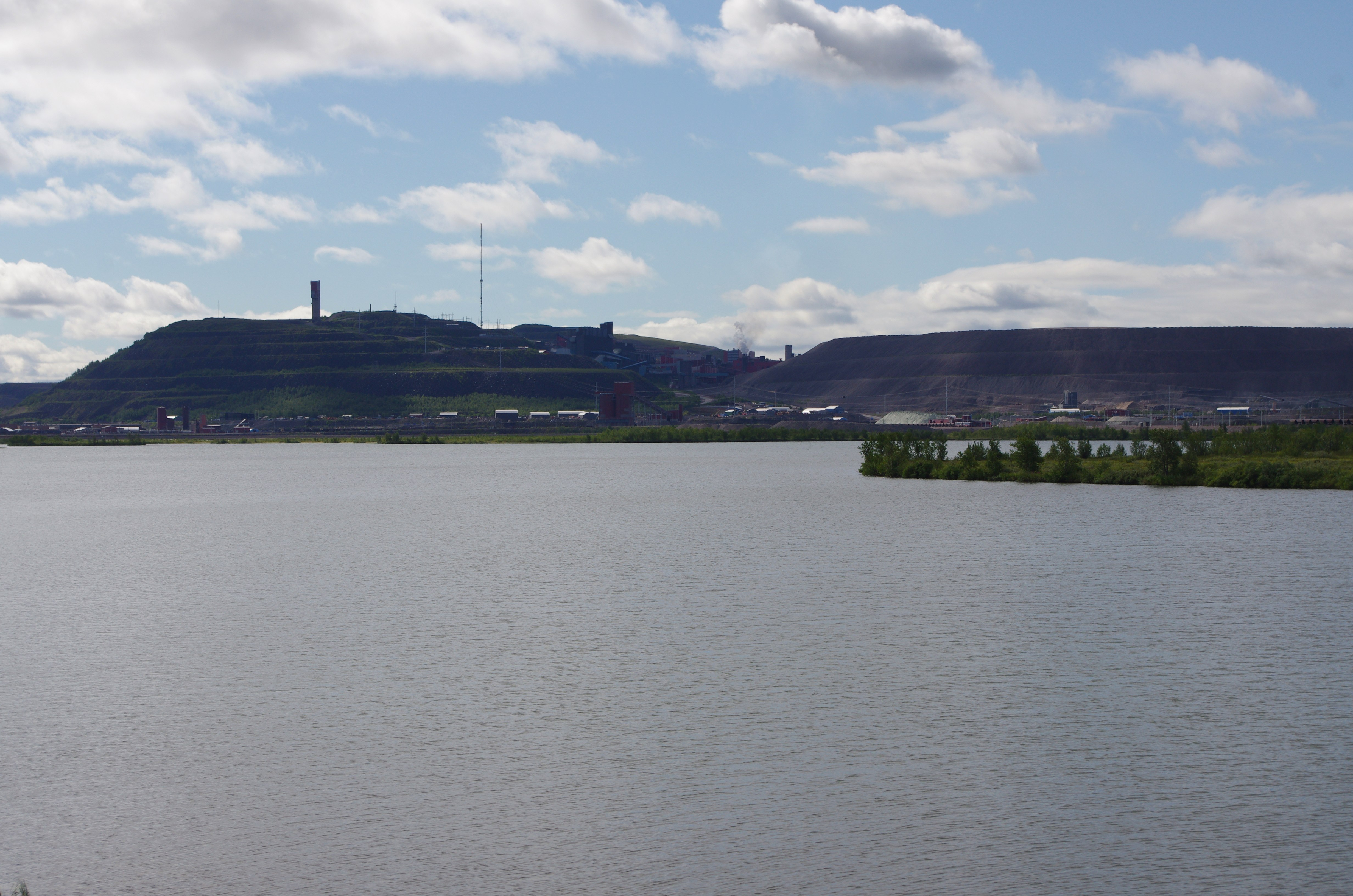
På andra sidan sjön syns Kirunavaara.
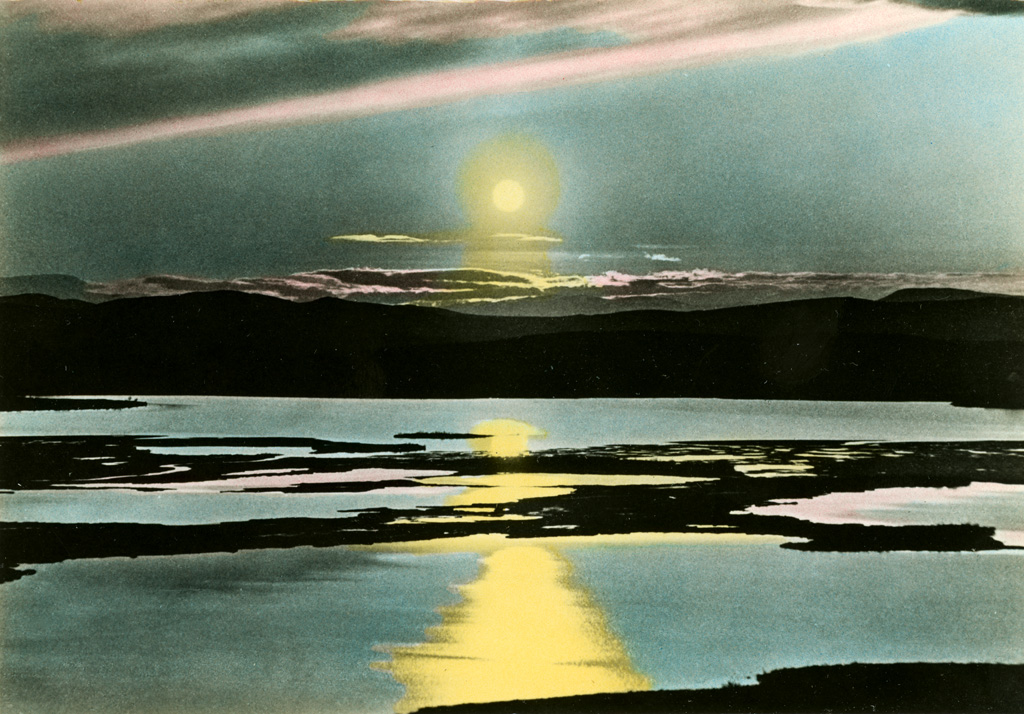
Midnattssol i Luossajärvi under första halvan av 1900-talet.
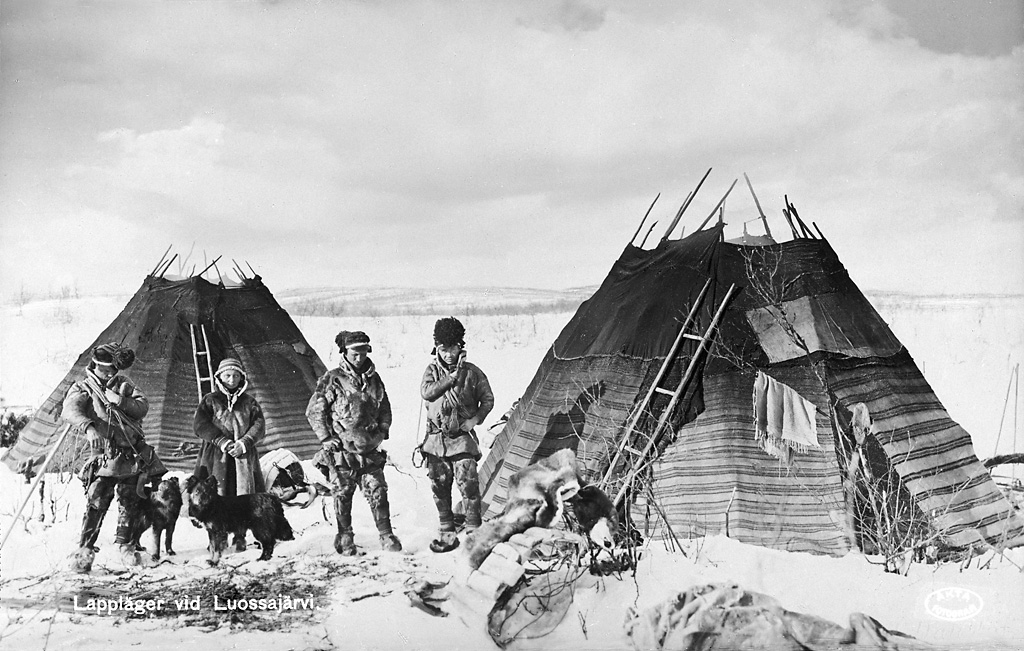
Ett sameläger vid Luossajärvi under första halvan av 1900-talet.